# Sri Lanka
Sri Lanka (syng. ශ්රී ලංකාව, tamil. இலங்கை, ang. Sri Lanka), oficjalnie Demokratyczno-Socjalistyczna Republika Sri Lanki (syng. ශ්රී ලංකා ප්රජාතාන්ත්රික සමාජවාදී ජනරජය, tamil. இலங்கை சனநாயக சோஷலிசக் குடியரசு, ang. Democratic Socialist Republic of Sri Lanka) – państwo w Azji Południowej, na wyspie Cejlon (pod tą nazwą znane do 1972) wraz z mniejszymi przybrzeżnymi wyspami. Oddzielone od Półwyspu Indyjskiego Cieśniną Palk i Zatoką Mannar. Od wschodu oblewane przez Zatokę Bengalską, od południa otwartym Oceanem Indyjskim. Największe miasta kraju to: Kolombo, Dehiwala, Moratuwa, Dżafna, Kandy, Galle, Kalmunai.

## Ustrój polityczny
Sri Lanka jest demokratyczno-socjalistyczną republiką w ramach Wspólnoty Narodów. Zgodnie z konstytucją z 16 sierpnia 1978 głową państwa jest prezydent, który stoi na czele rządu i jest naczelnym dowódcą armii. Wybierany jest w wyborach powszechnych maksymalnie na dwie 6-letnie kadencje. Prezydent, spośród członków parlamentu, powołuje premiera i w konsultacji z nim ministrów rządu. Premier zastępuje prezydenta we wszystkich przypadkach uniemożliwiających pełnienie przez niego swojej funkcji.
Władza ustawodawcza należy do jednoizbowego parlamentu, do którego wybieranych jest 225 deputowanych na 6-letnią kadencję.
Oficjalną stolicą kraju jest Sri Dźajawardanapura Kotte (znane również jako Kotte), do którego przeniesiono parlament w celu zdecentralizowania Kolombo. Wciąż jednak większość instytucji centralnych znajduje się w Kolombo, z którego będą w przyszłości przenoszone. Z racji tego, że Kotte jest faktycznie jednym z przedmieść Kolombo, zwykle nie jest traktowane jako osobna aglomeracja.

## Nazwa

### Sri Lanka
Nazwa państwa Sri Lanka, przyjęta w 1972 (wcześniej jako Cejlon), oznacza w sanskrycie „olśniewający kraj”. Obecna nazwa jest współczesną adaptacją nazwy występującej w Ramajanie, gdzie wyspa znana jest jako Lanka.
W Ramajanie wyspa znana jest także jako Lankadweepa (dwepa – wyspa) oraz Lakdiva (diva – wyspa). Późniejszą tradycyjną nazwą była Lakbima. Lak to skrót od Lanka.
Podobną etymologię nazwy wyspy ma tamilska İlankai.

### Sinhala oraz Sihalam
Nazwa Cejlon (ang. Ceylon) sięga swoim rodowodem sanskryckiego słowa sinha (lew). Sinhala może być rozumiana jako „krew lwa”. Ponieważ na Sri Lance nie występują lwy, nazwa ta mogła odnosić się do lokalnego bohatera, dziadka króla Vijayi. W języku pāli, sanskrycka nazwa Sinhala to Sihalam, wymawiana jako Silam.

### Salike
Ptolemeusz nazywa Sri Lankę jako Simoundou lub Simundu (prawdopodobnie jako Silundu), która to nazwa upowszechniła się w starożytnym świecie. Ptolemeusz używał także nazwy Palai-Simundu (z gr. palai – stara, lub z sanskrytu jako „miejsce pochodzenia świętego prawa”), jako że w owym czasie wyspa była jednym z głównych ośrodków buddyzmu.

### Cejlon
Biorąc pod uwagę pochodzącą z sanskrytu nazwę Sinhala (poprzez palijską nazwę Sihalam), Ammianus Marcellinus (IV w.) nazwał mieszkańców wyspy Serandives, natomiast grecki podróżnik Kosmas Indikopleustes (VI w.) nazwał wyspę Sielen Diva (wyspa Sielen). Ta ostatnia została zaadaptowana przez inne języki: łac. Selan, port. Ceilão, hiszp. Ceilán, fr. Selon, hol. Zeilan, Ceilan i Seylon oraz ang. Ceylon, czy w końcu pol. Cejlon.
Podobną etymologię mają inne nazwy Sri Lanki, np. Serendiva, Serendivus, Sirlediba, Sihala, Sinhale, Seylan, Sinhaladveepa, Sinhaladweepa, Sinhaladvipa, Sinhaladwipa, Simhaladveepa, Simhaladweepa, Simhaladvipa, Simhaladwipa, Sinhaladipa, Simhaladeepa itd.
Abu Rihan Muhammad bin Ahmad (X w.) nazwał wyspę Singal-Dip, jednak w języku arabskim przyjęto później nazwę Serendib lub Sarandib, pochodzącą z perskiego Serendip. Nazwa ta użyta została w perskiej baśni „Trzej książęta z Serendip”, w której bohaterowie dokonują nieoczekiwanych odkryć i znajdują rzeczy, których nie poszukiwali. Od tej nazwy, Horace Walpole, 4. hrabia Orford w roku 1754 stworzył angielskie słowo serendipity (pol. serendypność – sytuacja, w której przypadkowo dokonuje się szczęśliwego odkrycia, zwłaszcza wtedy, gdy szuka się czegoś zupełnie innego).
Później w języku arabskim używano Tilaan i Cylone, mających podobną jak „Cejlon” etymologię.

### Heladiva
Nazwy Heladiva oraz Heladveepa mogą pochodzić od ludu Hela, zamieszkującego Sri Lankę przed przybyciem ludności z kontynentu (Indusów i Tamilów).

### Tâmraparnî
Inną nazwą, która była używana w zachodnim świecie, była nazwa wspomniana przez króla Vijayę (indyjskiego najeźdzcę) – Tâmraparnî („liść o miedzianym kolorze”), a zaadaptowaną do języka pali jako Tambaparni. Oficerowie Aleksandra Wielkiego oraz Megastenes używali określenia Taprobanê.
Później nazwa ta pojawiała się w utworach Johna Miltona (w „Raju utraconym”) oraz Miguela de Cervantesa (jako Trapobana w „Don Kichocie”).

### Inne nazwy
Pośród innych nazw Sri Lanki należy wymienić tamilską İlanare, arabską Tenerism („wyspa rozkoszy”). Wyspa posiadała także popularne określenia: „Wyspa Nauki” (ze względu na to, że była jednym z ważnych centrów buddyzmu), „Łza Indii” (ze względu na swój kształt i położenie względem Półwyspu Indyjskiego) oraz „Perła Oceanu Indyjskiego”.

### Odmiana gramatyczna
Odmiana nazwy tego państwa przez przypadki może sprawić pewne trudności, jak i utworzenie rzeczownika określającego obywatela Sri Lanki. Przy odmianie w niektórych przypadkach zachodzi oboczność. Mówimy o Sri Lance. Odwiedzamy zaś Sri Lankę.
Obywatel Sri Lanki to Lankijczyk, obywatelka to Lankijka. Przymiotnik brzmi: lankijski.

## Geografia

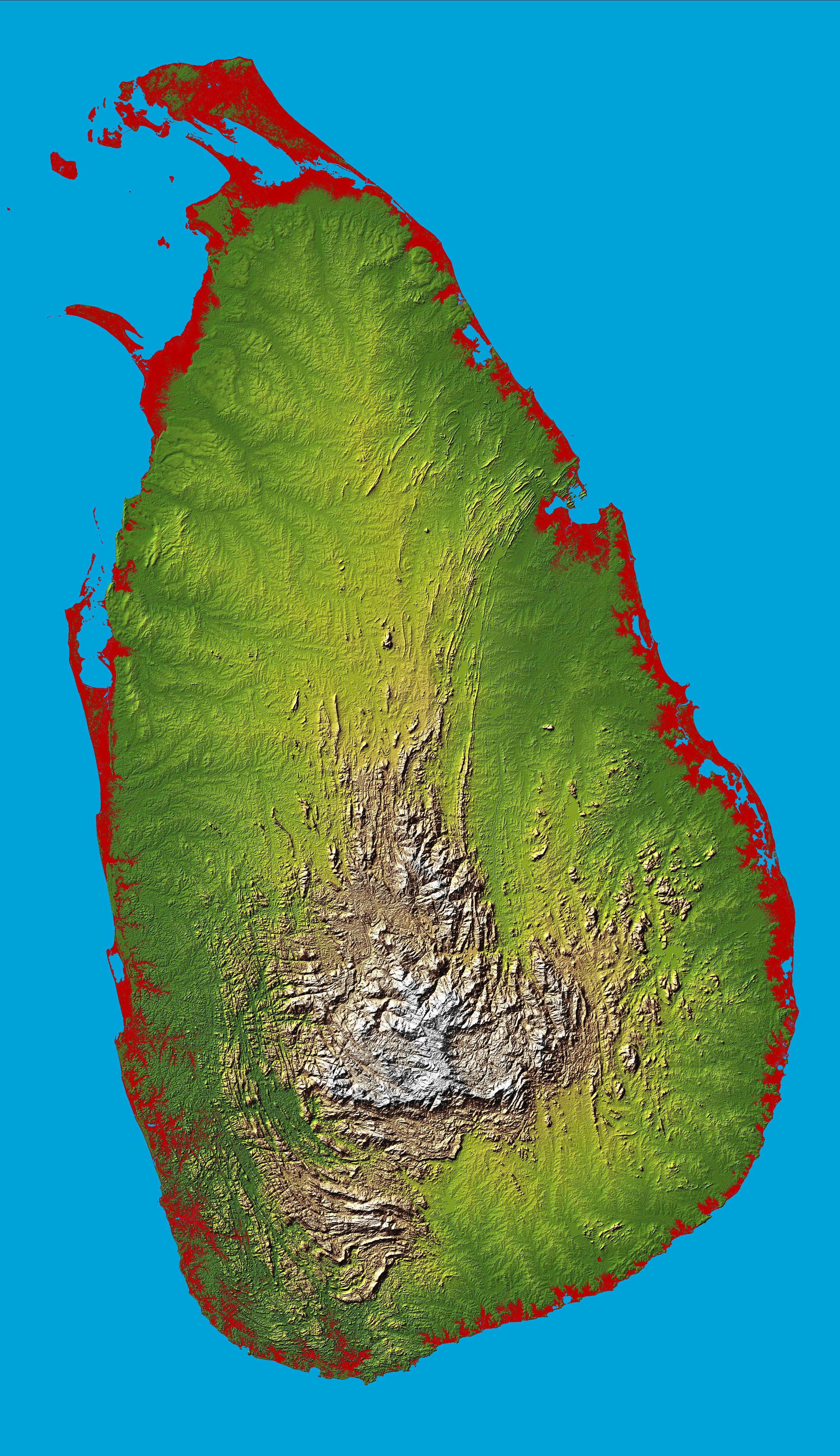
Mapa topograficzna Sri Lanki

Jest to kraj nizinny. Niziny stanowią 80% jego powierzchni. W środkowo-południowej części znajduje się prekambryjski masyw górski, który jest przedłużeniem Dekanu. Linia brzegowa nie jest zbyt rozwinięta. Przy wybrzeżach znajdują się liczne rafy koralowe. Sri Lanka znajduje się w obszarze klimatu zwrotnikowego monsunowego oraz równikowego wilgotnego na południu. Średnia roczna temperatura wynosi ponad 27 °C, a suma opadów ponad 1000 mm, zaś w górach nawet 5000 mm.
Sri Lanka ma bogatą faunę, do której należą między innymi: słoń indyjski, krokodyl, kobra indyjska i lampart. Przeważają tu mało żyzne gleby czerwone, a w nielicznych miejscach są żyzne gleby aluwialne.

## Podział administracyjny

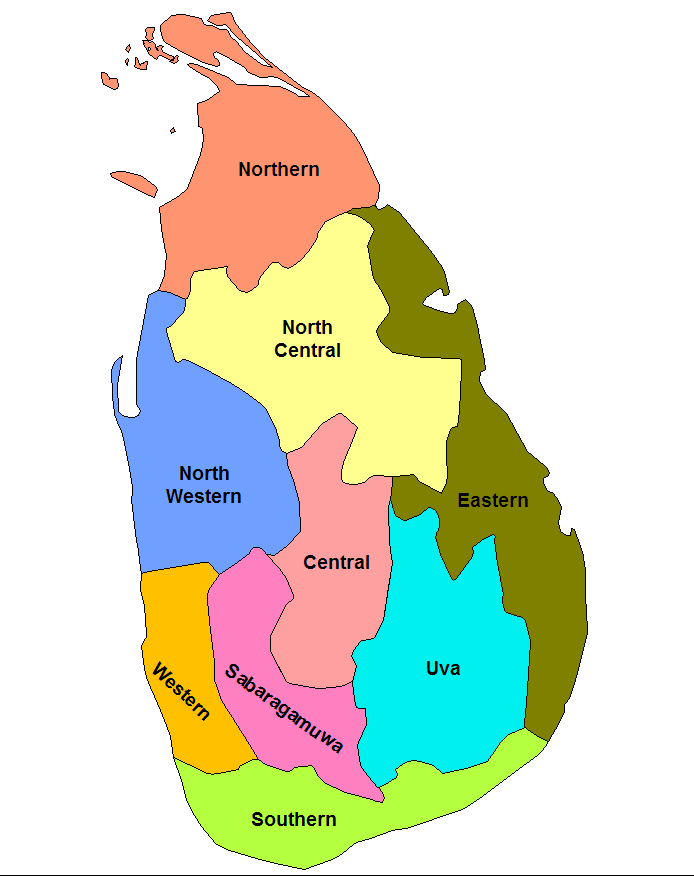
Mapa kraju z podziałem na prowincje

Sri Lanka jest podzielona na prowincje, które dzielą się na dystrykty.
| Prowincja          | Stolica       | Powierzchnia [km²] | Populacja |
| ------------------ | ------------- | ------------------ | --------- |
| Centralna          | Kandy         | 5674               | 2 423 966 |
| Południowa         | Galle         | 5559               | 2 278 271 |
| Północna           | Dżafna        | 8884               | 1 311 776 |
| Północno-Centralna | Anuradhapura  | 10 714             | 1 104 664 |
| Północno-Zachodnia | Kurunegala    | 7812               | 2 169 892 |
| Sabaragamuwa       | Ratnapura     | 4902               | 1 801 331 |
| Uva                | Badulla       | 8488               | 1 177 358 |
| Wschodnia          | Trikunamalaja | 9996               | 1 460 939 |
| Zachodnia          | Kolombo       | 3709               | 5 361 200 |

## Miasta
| Kolombo Kandy Trikunamalaja | Pozycja               | Miasto                 | Prowincja | Populacja | Pozycja | Miasto         | Prowincja          | Populacja |
| Kolombo Kandy Trikunamalaja | 1                     | Kolombo                | Zachodnia | 682 046   | 11      | Galle          | Południowa         | 97 209    |
| Kolombo Kandy Trikunamalaja | 2                     | Dehiwala-Mount Lavinia | Zachodnia | 232 220   | 12      | Madakalapuwa   | Wschodnia          | 95 489    |
| Kolombo Kandy Trikunamalaja | 3                     | Moratuwa               | Zachodnia | 202 021   | 13      | Katunayake     | Zachodnia          | 90 231    |
| Kolombo Kandy Trikunamalaja | 4                     | Negombo                | Zachodnia | 142 451   | 14      | Battaramulla   | Zachodnia          | 84 200    |
| Kolombo Kandy Trikunamalaja | 5                     | Trikunamalaja          | Wschodnia | 131 954   | 15      | Dambulla       | Centralna          | 75 290    |
| Kolombo Kandy Trikunamalaja | 6                     | Kotte                  | Zachodnia | 125 914   | 16      | Dalugama       | Zachodnia          | 74 129    |
| Kolombo Kandy Trikunamalaja | 7                     | Kandy                  | Centralna | 119 186   | 17      | Maharagama     | Zachodnia          | 74 117    |
| Kolombo Kandy Trikunamalaja | 8                     | Kalmunai               | Wschodnia | 103 879   | 18      | Kotikawatta    | Zachodnia          | 71 879    |
| Kolombo Kandy Trikunamalaja | 9                     | Vavuniya               | Północna  | 101 143   | 19      | Chavakachcheri | Północna           | 70 273    |
| Kolombo Kandy Trikunamalaja | 10                    | Dżafna                 | Północna  | 98 193    | 20      | Anuradhapura   | Północno-Centralna | 66 951    |
| Kolombo Kandy Trikunamalaja | oszacowanie z 2009 r. |                        |           |           |         |                |                    |           |

## Demografia

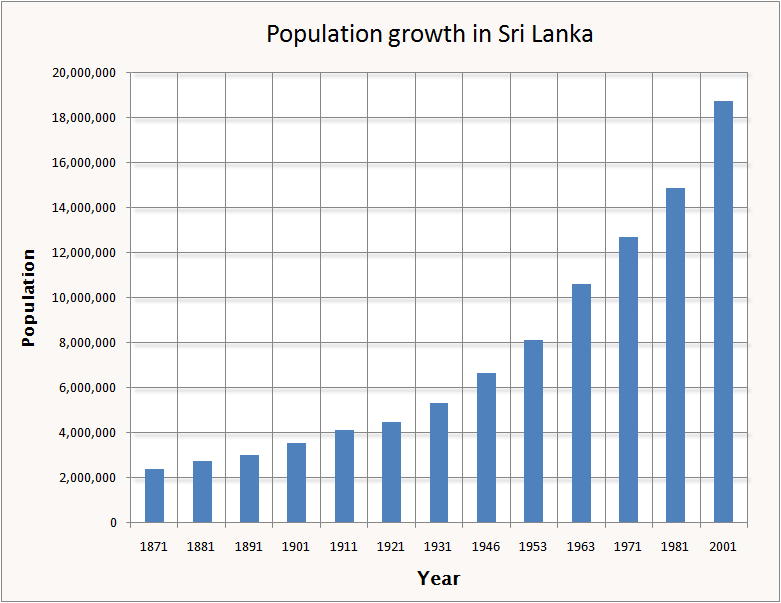
Rozwój populacji Sri Lanki

Z 20 483 597 obywatelami Sri Lanka jest  58. krajem pod względem liczebności populacji. Współczynnik urodzeń wynosi 17,6 na 1000 mieszkańców (2010), współczynnik umieralności 6,2 na 1000 mieszkańców (2010), współczynnik umieralności niemowląt 8,5 na 1000 żywych urodzeń (2010), oczekiwana dalsza długość trwania życia wynosi 77,9 lat (2010), przyrost naturalny 0,73%. Największa gęstość zaludnienia występuje na zachodzie kraju, głównie w okolicy Kolombo.
Na wyspie żyje niewielka społeczność ludu Wedda, która jest uważana za najbardziej pierwotną na jej terenie. Najliczniejsi są Syngalezi, którzy stanowią 81,9% całkowitej populacji. Tamilowie stanowią drugą, pod względem liczebności, grupę etniczną w Sri Lance, wśród nich wyróżnia się Tamilów autochtonicznych oraz przybyłych na wyspę w okresie kolonialnym. Ta druga grupa w znacznej mierze wyemigrowała do rodzinnych Indii. Według danych z 2001 roku Tamilowie z kontynentu stanowili 5,1% populacji wyspy, a rodzimi 4,3%, jednak należy zwrócić uwagę, że dane te nie obejmują obszaru znajdującego się wówczas pod władzą rebeliantów. Około 8,0% populacji stanowią Maurowie, którzy wywodzą swoje pochodzenie od Arabów i wyznają islam.

## Religie
Dane według spisu z 2012:
- buddyzm – 70,1%
- hinduizm – 12,6%
- islam – 9,7%
- katolicyzm – 6,2%
- pozostali chrześcijanie – 1,4% (głównie protestantyzm).

Struktura religijna w 2019 roku, według World Christian Database:
- buddyzm – 67,8%,
- hinduizm – 13,0%,
- chrześcijaństwo – 9,5%:
  - katolicy – 7,5%,
  - ewangelikalni (w większości zielonoświątkowcy[9]) – 1%,
  - pozostali (głównie niezależne kościoły, anglikanie i metodyści[9]) – 1%,
- islam – 9,0%,
- brak religii – 0,6%,
- bahaizm – 0,08%,
- inne religie – 0,04%.

## Historia
Historyczna cywilizacja istnieje na wyspie nieprzerwanie od VI stulecia p.n.e., po podboju wyspy przez Indusów pod wodzą Sinhali, który założył państwo nazwane jego imieniem. Prężne państwo syngaleskie buddyjskie ze stolicą w Anuradhapurze kwitło na wyspie w latach 200 p.n.e. – 1200. Następnie inwazje Tamilów i innych zewnętrznych najeźdźców zepchnęły cywilizację syngaleską na południe wyspy i doprowadziły do jej rozsypki na kilka księstw feudalnych. Od 1505 wybrzeża wyspy zostały stopniowo opanowane przez Portugalię. W latach 1638–1658 miejsce Portugalii stopniowo zajęła Holandia. Następnie w 1796 roku kontrolę nad wyspą przejęła Wielka Brytania. W 1815 Brytyjczycy pokonali ostatniego miejscowego króla i stworzyli Cejlon Brytyjski. Pod ich rządami na wyspie powstała gospodarka kolonialna oparta na plantacjach herbaty, kauczuku i palmy kokosowej. W 1931 Wielka Brytania nadała Cejlonowi ograniczoną autonomię, ponownie rozszerzoną w 1946. Wyspa uzyskała pełną niepodległość 4 lutego 1948.
Początkowo większość w niepodległym kraju uzyskała partia prawicowa – Zjednoczona Partia Narodowa, poważnie osłabiona w latach 50. przez rozłam lewicowego skrzydła na czele z Solomonem Bandaranaike, który powołał Partię Wolności Sri Lanki (SLFP). SLFP wkrótce stała się na pewien okres partią dominującą; odwoływała się do religii buddyjskiej i popierała ustanowienie języka syngaleskiego językiem urzędowym wyspy. Bandaranaike został premierem w 1956 roku, pod jego rządami kraj przyjął socjalistyczną ścieżkę rozwoju, dokonał szeregu zmian gospodarczych, jak nacjonalizacja portu Kolombo w 1957 roku. Wkrótce po objęciu urzędu premier został zamordowany w zamachu zorganizowanym przez fanatycznego mnicha.
Władzę po mężu objęła Sirimavo Bandaranaike, żona dotychczasowego premiera. Sirimavo kontynuowała politykę nacjonalizacji kluczowych sektorów gospodarki, takich jak system bankowy i ubezpieczeniowy, znacjonalizowała firmy naftowe, a w 1961 roku upaństwowiła wszystkie szkoły także te będące własnością kościołów. W 1962 roku doszło do nieudanej próby wojskowego zamachu stanu, zorganizowanego przez grupę oficerów wywodzących się z mniejszości chrześcijańskiej. W 1964 roku rząd Cejlonu i Indii podpisał umowę dt. wymianę bezpaństwowej, tamilskiej, ludności obu krajów. 600 000 indyjskich Tamilów w Sri Lance miało otrzymać obywatelstwo Indii a 375 000 miało zostać obywatelami Sri Lanki. W tym samym roku centrolewicowa SLFP zawiązała koalicję z marksistowską Lanka Sama Samaja Party, koalicja nie utrzymała się jednak i musiała oddać władzę prawicy. Bandaranaike powróciła do władzy w 1970 roku, gdy udało się jej utworzyć koalicję Zjednoczonego Frontu (SLFP, LSSP i komunistów). W 1971 roku syngalescy leniniści wszczęli nieudane powstanie przeciwko rządowi które zostało stłumione przez rząd. 22 maja 1972 oficjalnie zmieniono nazwę państwa w Sri Lanka i proklamowano republiką (do tej pory była dominium z gubernatorem reprezentującym brytyjskiego monarchę). Po międzynarodowym kryzysie naftowym w 1973 roku państwo zbliżyło się do Ruchu Państw Niezaangażowanych. W 1976 roku premier została wybrana sekretarzem ruchu, oraz gospodarzem konferencji w której uczestniczyło wielu światowych przywódców. Rząd utrzymywał dobre stosunki z rządzonymi przez Indirę Gandhi Indiami, a w 1974 roku rząd Indii przekazał Sri Lance małą wyspę Kachchatheevu. Dobre relacje ustanowiono również z Chinami i ZSRR. Premier utraciła władzę pod koniec lat 70. XX wieku, a w 1980 roku zwycięska opozycja zakazała jej pełnienia funkcji publicznych na okres siedmiu lat.
Od 1977 roku na wyspie rządy objęła prawica w trakcie której Sri Lanka jako pierwszy kraj w Azji Południowej przeprowadziła liberalizację gospodarki. W 1983 wybuchła wojna domowa z Tamilami, tworzącymi dużą mniejszość skupioną na północy wyspy, którzy domagali się własnego, niepodległego państwa Ilam. Przez długi okres północno-wschodnia część wyspy stanowiła de facto niezależne państwo, ale po 2000 roku wojska rządowe zyskały przewagę nad zbrojnym ramieniem separatystów, Tamilskimi Tygrysami. 17 maja 2009 pokonane Tamilskie Tygrysy ogłosiły złożenie broni, a prezydent Sri Lanki, Mahinda Rajapaksa, ogłosił zakończenie trwającej ponad ćwierć wieku wojny. Zagrożeniem dla rządu stało się również mające miejsce w latach 1987–1989 zbrojne powstanie radykalnej frakcji komunistycznej.
26 grudnia 2004 roku największe od prawie pół wieku podwodne trzęsienie ziemi wywołało falę tsunami, która spowodowała znaczne szkody nie tylko w Sri Lance, ale także w Tajlandii, Indonezji i na Malediwach – zginęło około 300 000 osób. Sri Lanka bardzo ucierpiała – zginęło na niej ponad 40 000 osób. Do tej liczby należy także dodać wielu zaginionych. Ucierpiała na tym także gospodarka wyspy, wybrzeże było zniszczone. Na długi czas podupadła turystyka.

## Siły zbrojne
Sri Lanka dysponuje trzema rodzajami sił zbrojnych: wojskami lądowymi, marynarką wojenną oraz siłami powietrznymi. Uzbrojenie sił lądowych Sri Lanki składało się w 2014 roku m.in. z: 102 czołgów, 155 zestawów artylerii holowanej oraz 27 wieloprowadnicowych wyrzutni rakietowych. Marynarka wojenna Sri Lanki dysponowała w 2014 roku 28 okrętami obrony przybrzeża. Lankijskie siły powietrzne z kolei posiadały w 2014 roku uzbrojenie w postaci m.in. 17 myśliwców, 47 samolotów transportowych, 6 samolotów szkolno-bojowych, 40 śmigłowców oraz 9 śmigłowców szturmowych.
Wojska lankijskie w 2014 roku liczyły 161 tys. żołnierzy zawodowych oraz 98,2 tys. rezerwistów. Według rankingu Global Firepower (2014) lankijskie siły zbrojne stanowią 86. siłę militarną na świecie, z rocznym budżetem na cele obronne w wysokości 1,5 mld dolarów (USD).

## Gospodarka
Główne źródło utrzymania w Sri Lance stanowi rolnictwo. Rolnictwo jest skupione głównie wokół produkcji herbaty. Sri Lanka jest jednym z największych potentatów herbacianych na świecie i z tego stosunkowo małego państwa pochodzi 6,8% światowej produkcji herbaty co jest równe około 330 tysięcy ton (wyspa ta jest czwartym największym producentem herbaty po Chinach, Indiach i Kenii). W państwie tym również rozwija się handel i przemysł, ten ostatni zwłaszcza wokół aglomeracji Kolombo. Jest to jeden z niewielu krajów, w których licznie występują szlachetne kamienie – ze Sri Lanki pochodzi na przykład 400-karatowy szafir Blue Belle of Asia.

### Turystyka
W 2015 roku kraj ten odwiedziło 1,798 mln turystów (17,8% więcej niż w roku poprzednim), generując dla niego przychody na poziomie 2,981 mld dolarów.